# 할레현

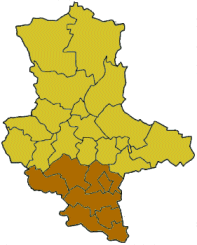
작센안할트주에서 할레현의 위치

할레현(독일어: Regierungsbezirk Halle)은 과거 독일 작센안할트주 남부에 있던 현(Regierungsbezirk)이다. 현도는 할레였으며 폐지 당시의 면적은 4,430km2, 인구는 876,132명(1999년 기준), 인구 밀도는 200명/km2이었다. 6개 군(Landkreise), 1개 시(Kreisfreie Städte)를 관할했다. 2004년 1월 1일을 기해 폐지되었다.

## 하위 행정 구역

### 군(Landkreise)
1. 부르겐란트크라이스군(Burgenlandkreis)
2. 만스펠더란트군(Mansfelder Land)
3. 메르제부르크퀴르푸르트군(Merseburg-Querfurt)
4. 잘크라이스군(Saalkreis)
5. 장거하우젠군(Sangerhausen)
6. 바이센펠스군(Weißenfels)

### 시(Kreisfreie Städte)
1. 할레시(Halle)